# Герб Пеналви-ду-Каштелу
Ге́рб Пена́лви-ду-Каште́лу — офіційний символ містечка Пеналва-ду-Каштелу, Португалія. Використовується як територіальний герб. У чорному щиті золоте виноградне гроно, обабіч якого дві золоті оливкові гілки з плодами. Глава щита перетята трьома хвилястими смугами — срібною, синьою і срібною. Низ щита перетятий так само. Щит увінчує срібна мурована містечкова корона з чотирма вежами.  Під щитом біла стрічка, на якій великими літерами напис португальською: «Penalva do Castelo» (Пеналва-ду-Каштелу).  Офіційно затверджений 24 лютого 1986 року.  

## Галерея

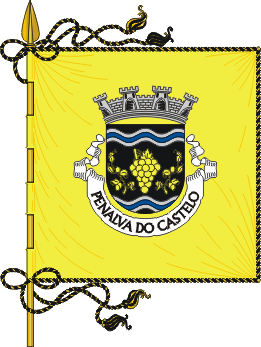
Прапор